# پریش سنت برنارد (لوئیزیانا)
سنت برنارد پریش (به انگلیسی: St. Bernard Parish) یک قصبه در ایالات متحده آمریکا است که در لوئیزیانا واقع شده‌است.

## خصوصیات
سنت برنارد پریش ۵٬۵۸۹٫۲۳ کیلومترمربع مساحت دارد.